# Notholaena trichomanoides
Notholaena trichomanoides là một loài dương xỉ trong họ Pteridaceae. Loài này được L. Desv. mô tả khoa học đầu tiên năm 1813.